# Coppa Bernocchi 1924
La Coppa Bernocchi 1924, sesta edizione della corsa, si svolse il 16 settembre 1924 su un percorso di 157 km. La vittoria fu appannaggio dell'italiano Alfredo Dinale, precedendo i connazionali Oreste Cignoli e Pietro Cevini. L'arrivo e la partenza della gara furono a Legnano.

## Ordine d'arrivo (Top 10)
| Pos. | Corridore      | Squadra | Tempo |
| ---- | -------------- | ------- | ----- |
| 1    | Alfredo Dinale | -       | N.D.  |
| 2    | Oreste Cignoli | -       | N.D.  |
| 3    | Pietro Cevini  | -       | N.D.  |
| 4    | N.D.           | -       | N.D.  |
| 5    | N.D.           | -       | N.D.  |
| 6    | N.D.           | -       | N.D.  |
| 7    | N.D.           | -       | N.D.  |
| 8    | N.D.           | -       | N.D.  |
| 9    | N.D.           | -       | N.D.  |
| 10   | N.D.           | -       | N.D.  |